# Rodrigo Alonso Pimentel (m. 1499)
Rodrigo Alonso Pimentel (c. 1441-¿Benavente? 4 de septiembre de 1499) fue un noble y militar español que participó en la guerra de Granada, titulado IV conde y I duque de Benavente.

## Biografía
Fue hijo de Alonso Pimentel y Enríquez, III conde de Benavente y II de Mayorga, y de su mujer María de Quiñones y Portugal, hija de Diego Fernández Vigil de Quiñones, I señor de Luna.
Sin cancelar el condado de Benavente, el rey Enrique IV de Castilla le concedió en fecha de 28 de enero de 1473 el ducado de Benavente. Además, fue ricohombre de Castilla, comendador vitalicio de la ciudad y obispado de Orense, y señor de Villalón, Betanzos, Allariz, Aguiar, Sandiáñez, Milmanda y Sande, en Galicia. Luchó en la guerra de sucesión castellana así como en la guerra de Granada.
En 1475 adquirió una gran extensión de terreno en la calle de la puente de Valladolid para edificar su palacio condal, cuyo impresionante aspecto levantó el temor de los vecinos de la ciudad.
Otorgó testamento en Benavente el 28 de agosto de 1499, falleciendo pocos días después el 4 de septiembre. Recibió sepultura en el convento de San Francisco de Villalón de Campos.

## Matrimonio y descendencia
En 1466 contrajo matrimonio con María Pacheco y Portocarrero, hija de Juan Pacheco, I marqués de Villena, y de María Portocarrero Enríquez. Fueron padres de:
- Luis Pimentel y Pacheco[4] (m. 24 de septiembre de 1497), consorte de la I marquesa de Villafranca del Bierzo[2] que no sucedió en el condado y ducado de Benavente por morir en vida de su padre.[2]
- Alonso Pimentel y Pacheco (m. Benavente, 1530), sucedió a su padre en 1499 como V conde y II duque de Benavente,[4] y IV conde de Mayorga.[2]
- Beatriz Pimentel y Pacheco, casada en 1503 con García Álvarez de Toledo y Zúñiga III marqués de Coria[2] y primogénito de Fadrique Álvarez de Toledo II duque de Alba, que falleció en vida de su padre, por lo que heredó en la Casa de Alba su hijo Fernando Álvarez de Toledo y Pimentel.
- María Pimentel y Pacheco, casada en 1492 con Diego Hurtado de Mendoza de la Vega y Luna, III duque del Infantado.[2]
- Inés Pimentel, esposa de Alfonso Portocarrero, V señor de las Tercías de Toro.[2]